# Johanneberg
Johanneberg är en stadsdel och ett primärområde i stadsområde Centrum i Göteborgs kommun, beläget i den södra delen av centrala Göteborg. Stadsdelen har en areal på 75 hektar. Johanneberg fick sitt namn den 30 januari 1920 – från Johannebergs landeri – då Göteborg gjorde sin första indelning i stadsdelar. Landeriet ligger numera i stadsdelen Lorensberg.

## Nedre Johanneberg

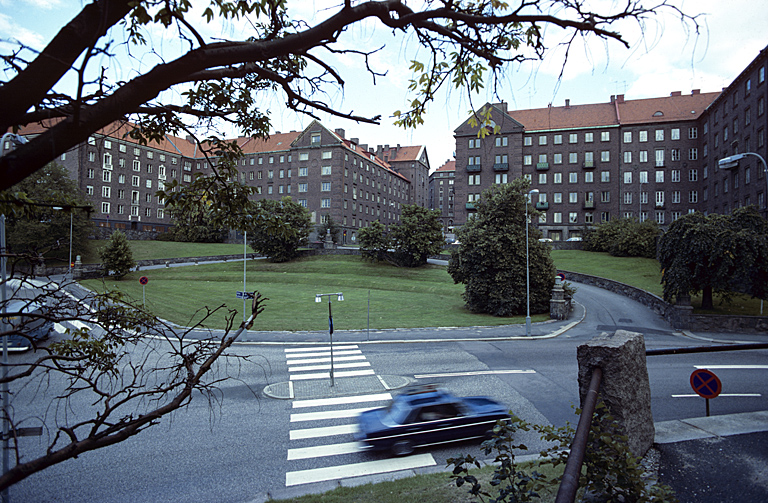
Grönområden och slingrande gator i Nedre Johanneberg.

Området för Nedre Johanneberg ligger inom stadens tidiga markområde.
Stadsfullmäktige i Göteborg utlyste år 1901 en internationell stadsplanetävling om stadens utveckling åt söder. Det vinnande bidraget, inspirerat av Camillo Sitte var framtaget av Per Hallman och Fredrik Sundbärg. Inspirationen var även hämtad från svensk medeltid och Vasarenässansen. Materialen som förespråkades var natursten och rött tegel. Större delen av Nedre Johanneberg tillhör idag Lorensberg. Det gränsar även direkt till Övre Johanneberg och Vasastaden.
År 1904 utarbetades en första plan som omfattade nuvarande Nedre Johanneberg, vilken reviderades 1917 av stadsingenjör Albert Lilienberg. Åren 1924–1929 uppfördes kvarteren närmast Terrassgatan i 20-talsklassicism. Längs Gibraltargatan exploaterades området mer än vad planen från 1917 medgav. Här lämnades istället en öppen parkyta mot Johannebergskyrkans tomt.
I områdets ståtliga paradvåningar kom en stor del av dåtidens välbärgade redare och fabrikörer att bosätta sig. I synnerhet har kvarteren kring Lorensbergs villastad bebotts av inflytelserika familjer som haft en betydande roll under och efter industrialismens Göteborg. 

### Kvarter
- Kvarter 1 NÄKTERGALEN. Uppfördes 1924-28.
- Kvarter 2 TALTRASTEN. Uppfördes 1924-28.
- Kvarter 4 GÖKEN. Uppfördes 1928-36.
- Kvarter 5 TOFSMESEN. Uppfördes 1928-36.
- Kvarter 7 GRÖNSISKAN. Uppfördes 1935-37.
- Kvarter 8 ENTITAN. Uppfördes 1934-38.

## Övre Johanneberg

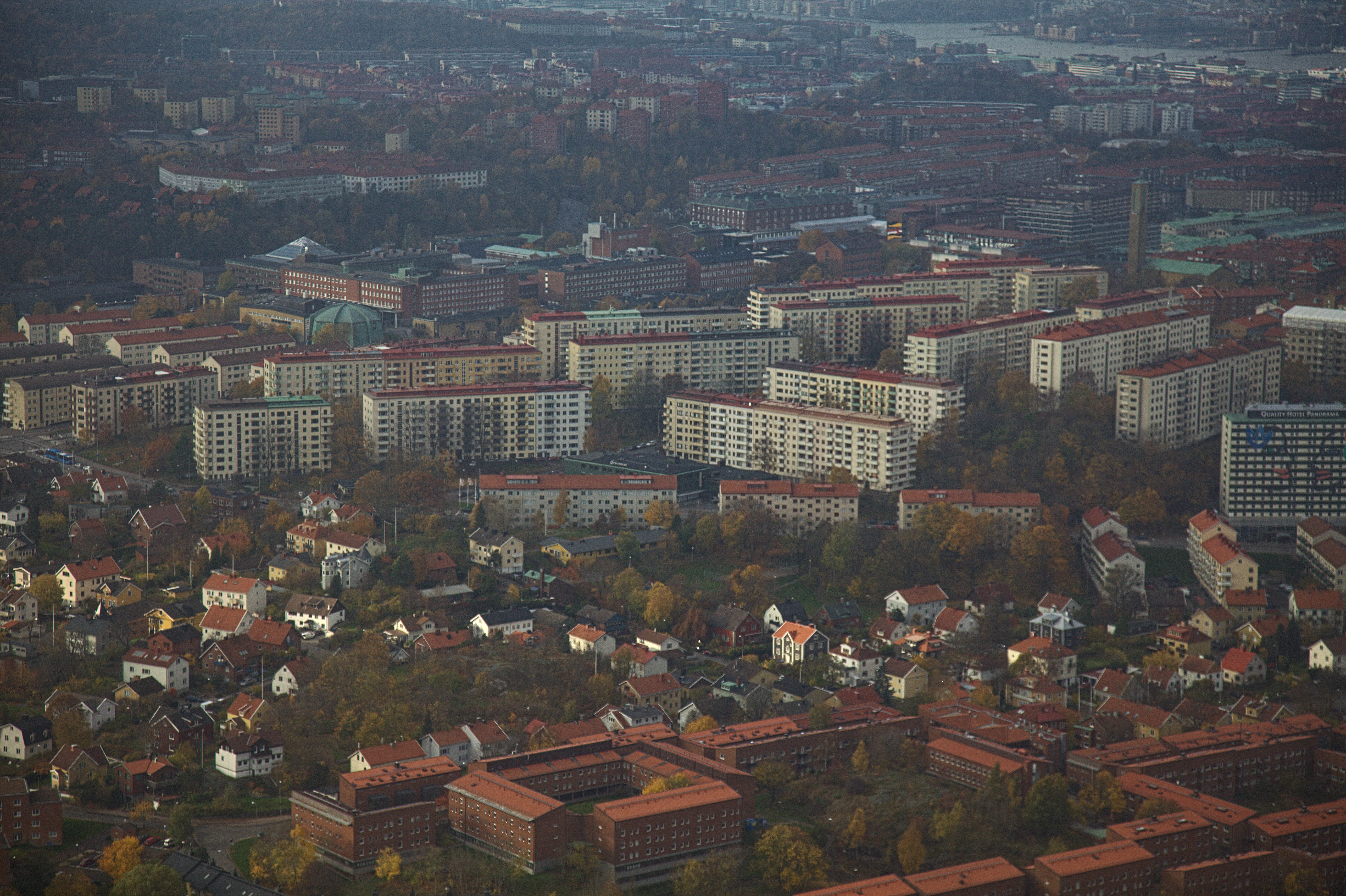
Funkisbebyggelsen i Övre Johanneberg med Chalmers tekniska högskola i bakgrunden. Helikopterfoto 2013.

Området tillhörde före 1883 Krokslätts Bys Egor, och vid sekelskiftet 1900 var det fortfarande obebyggt. Funktionalismens genomslag 1930 i samband med Stockholmsutställningen 1930 resulterade i att Uno Åhrén 1936 upprättade en stadsplan med en renodlat funktionalistisk bebyggelse i Övre Johanneberg. Området bebyggdes 1937-1944 och är Göteborgs mest utpräglade område i funktionalistisk stil. När husen byggdes ansågs hyrorna mycket höga vilket resulterade i att folk drog sig för att flytta in.

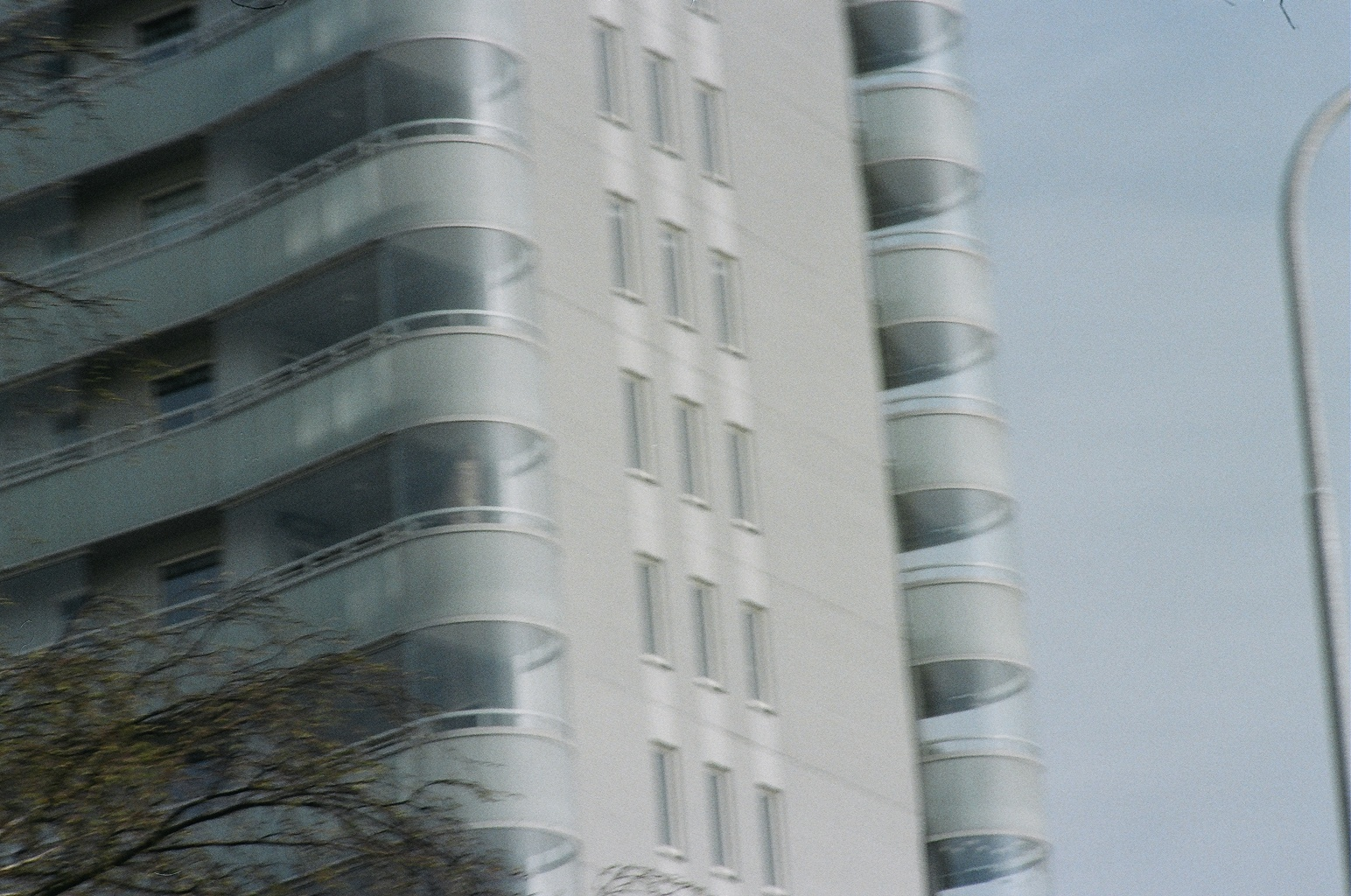
Funkishus på Lemansgatan

Johannebergs vattentorn uppfördes 1925. Det byggdes om till studentbostäder 1996.
Johannebergskyrkan stod klar 1940 och är ritad av Sigfrid Ericson. Kyrkan markerar en tydlig gräns mellan 20-talsklassicismen och funkisbebyggelsen.

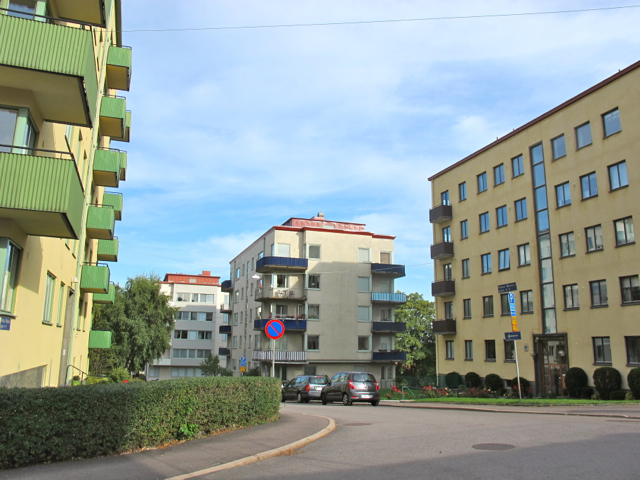
Funkishus på Pontus Wiknersgatan

Övre Johanneberg ansågs inte ligga tillräckligt centralt och HSB i Johanneberg var tvungen att införa hyresrabatter för att locka boende. Stadsdelen är definierad som riksintressant för kulturmiljövården och ingår i Göteborgs Stads "Kulturhistoriskt värdefull bebyggelse”.
Stadsdelen har en blandad befolkning men präglas starkt av studenter. Stiftelsen Göteborgs studentbostäder och Chalmers studentbostäder har tillsammans ca 2 200 studentlägenheter i området, exempelvis Viktor Rydbergshemmet och Chabo. Den västra delen av Johanneberg utgörs nästan uteslutande av Chalmers tekniska högskolas campus.
Vid årsskiftet 1955-1956, stod det största garage som byggts i Sverige efter andra världskriget, klart. Det var uppfört i kvarteret 18 Domherren, i triangeln vid Viktor Rydbergsgatan-Lemansgatan och Eklandagatan. Det hade två våningar under jord och tre ovan, och kunde rymma 600 bilar. Firma Centralgaraget var beställare. Här rymdes även kontor och butiker. Centralgaraget revs 2015 och under hösten samma år inleddes byggandet av lägenhetshus på platsen.

## Byggnadskvarter

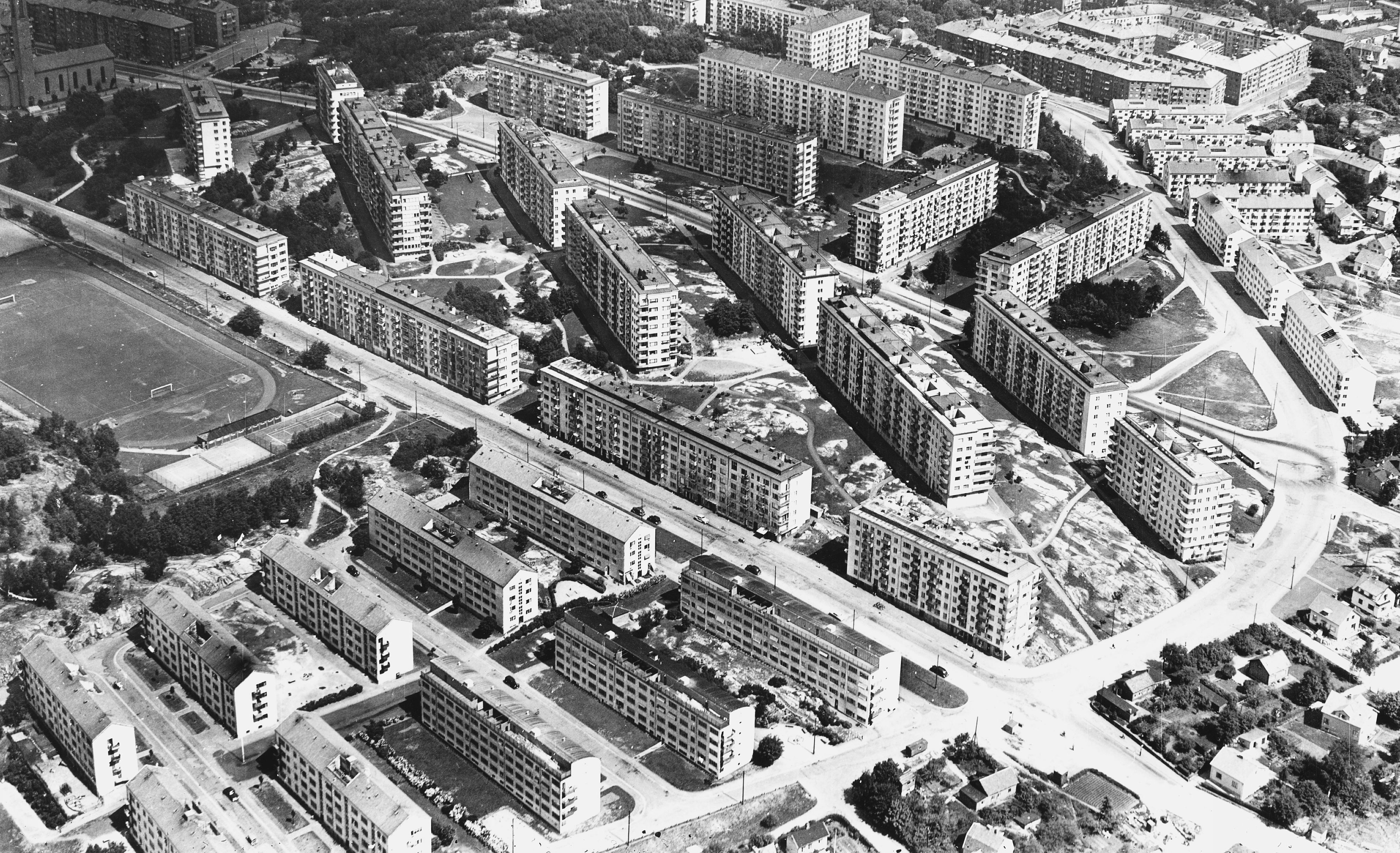
Flygfoto över Johanneberg av Oscar Bladh i mitten av 1900-talet.

- 1 kv. Näktergalen
- 2 kv. Taltrasten
- 3 kv. Bofinken
- 4 kv. Göken
- 5 kv. Tofsmesen
- 6 kv. Blåmesen[6]
- 7 kv. Grönsiskan
- 8 kv. Entitan
- 9 kv. Koltrasten
- 10 kv. Talgoxen
- 11 kv. Flugsnapparen
- 12 kv. Rödhaken
- 13 kv. Rödstjärten
- 14 kv. Stenskvättan
- 15 kv. Sidensvansen
- 16 kv. Gärdsmygen
- 17 kv. Hämplingen
- 18 kv. Domherren
- 19 kv. Stjärtmesen
- 20 kv. Snöskatan
- 21 kv. Strömstaren
- 22 kv. Staren
- 23 kv. Törnskatan
- 24 kv. Tornsvalan
- 25 kv. Ladusvalan
- 26 kv. Kungsfågeln
- 27 kv. Steglitsan
- 28 kv. Sädesärlan
- 29 kv. Lappmesen
- 30 kv. Gulärlan
- 31 kv. Talltitan
- 32 kv. Nötväckan
- 33 kv. Ringduvan[7]
- 34 kv. Kolmesen
- 35 kv. Korsnäbben
- 36 kv. Gulsparven
- 37 kv. Gråsparven
- 38 kv. Lappsparven
- 39 kv. Backsvalan
- 40 kv. Alsiskan
- 41 kv. Pilfinken
- 42 kv. Snösparven
- 43 kv. Ringtrasten
- 44 kv. Klippduvan
- 45 kv. Rörsångaren
- 46 kv. Blåhaken
- 47 kv. Berglärkan
- 48 kv. Lövsångaren

## Kommunikationer
Johannebergs huvudsakliga kollektivtrafik består av stombusslinjerna 60, 61 och 63. 60 har sin ändhållplats vid Fredriksdal i utkanterna av Johanneberg och går till redbergsplatsen via avenyn. 61och 63 passerar igenom Johanneberg till Heden. Ett antal busslinjer passerar också Johanneberg via Eklandagatan respektive Kapellplatsen. Johanneberg nås med spårvagn via kollektivtrafikshuben Korsvägen samt spårvagnshållplatsen Chalmers. Under Carlanderska sjukhemmet går Chalmerstunneln som invigdes 2000. Den förbinder spårvagnstrafiken mellan Södra Vägen i öster och Chalmers i väster. Det finns ingen hållplats inne i tunneln.

## Nyckeltal

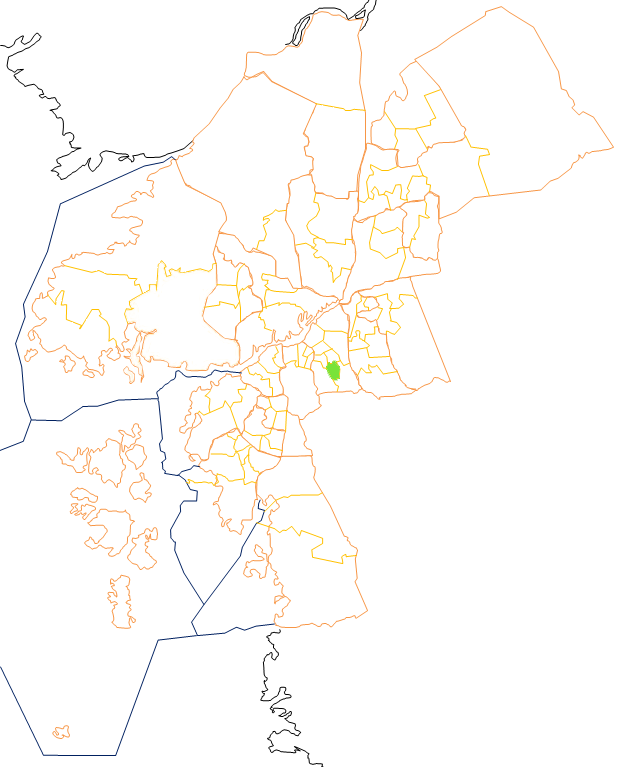
Johanneberg

Nyckeltalen redovisar statistik som beskriver Göteborg och dess 96 delområden, primärområden, per den 31 december och kan användas för att jämföra de olika områdena. Nedan redovisas uppgifter för primärområdet och jämförelse görs mot uppgifterna för hela kommunen.
|                                                           | Johanneberg | Hela Göteborg |
| --------------------------------------------------------- | ----------- | ------------- |
| Folkmängd                                                 | 8 155       | 587 549       |
| Befolkningsförändring 2020–2021                           | -7          | +4 493        |
| Andel födda i utlandet                                    | 19,9 %      | 28,3 %        |
| Andel utrikes födda eller med två utrikes födda föräldrar | 23,8 %      | 38,1 %        |
| Medelinkomst                                              | 312 500 kr  | 332 400 kr    |
| Arbetslöshet                                              | 2,8 %       | 6,6 %         |
| Antal ersatta dagar från F-kassan per person (16-64 år)   | 9,7         | 19,5          |
| Andel med eftergymnasial utbildning (minst 3 år)          | 52,7 %      | 37,9 %        |
| Andel bostäder före 1941                                  | 65,6 %      |               |
| Andel bostäder i allmännyttan                             | 5,6 %       | 25,9 %        |
| Antal färdigställda bostäder 2021                         | 0           |               |
| Andel bostäder i småhus                                   | 0,0 %       | 18,3 %        |

## Stadsområdes- och stadsdelsnämndstillhörighet
Primärområdet tillhörde fram till årsskiftet 2020/2021 stadsdelsnämndsområdet Centrum och ingår sedan den 1 januari 2021 i stadsområde Centrum.